# Пошлая Молли
«Пошлая Молли» (від рос. «Безсоромна Моллі») — український гурт, заснований музикантом зі Змієва Кирилом Тимошенком, відомий під псевдонімом «Кирило Блідий». Гурт виконує музику в стилі мамбл-рок та синт-панк, поєднуючи поппанк з електронною музикою. Соліст групи описує «Пошлую Молли» як збірний образ зіпсованої школярки.

## Історія
Засновник гурту Кирило Тимошенко народився у Змієві на Харківщині. Гурт утворився у лютому 2016 року. Перший концерт гурту відбувся у 2016 році, але глядачами здебільшого були друзі та знайомі Кирила. На наступному виступі виконавці розраховували побачити 150 глядачів, а в залі виявилося 400 людей. У рекламу свого проєкту Кирило не вкладався, популярність почала зростати через пабліки в російській соцмережі ВК, що зацікавилися гуртом.
24 лютого 2017 року вийшов дебютний студійний альбом з 8 композицій під назвою «8 способов как бросить дрочить». Він став популярним, зокрема у російській соцмережі ВК. Портал The Flow помістив альбом на 2 рядок «50 вітчизняних альбомів 2017». 9 червня 2017 року вийшов перший кліп на пісню «Любимая песня твоей сестры», який набрав понад 16 млн переглядів на YouTube.
У 2018 році на інтерв'ю The Flow Кіріл Блєдний заявив, що новий альбом буде «дорослішим» за попередній. 29 січня 2018 року вийшов мініальбом із шести треків «Грустная девчонка с глазами как у собаки», через декілька днів вийшов кліп на пісню «Типичная вечеринка с бассейном», який пізніше в 2020 був видалений з YouTube. Продюсером кліпу стала Люба Чиркова. Навесні того ж року вийшов кліп на пісню «Все хотят меня поцеловать», який також був видалений з YouTube.
До Російського вторгнення в Україну 2022 року, гурт активно виступав в Росії. При цьому, влітку 2018 року гурт відмовився виступати на російському фестивалі «Нашествие» через участь Міноборони РФ, пояснивши це тим, що «там де музика, немає місця зброї».
23 листопада 2018 вийшов мініальбом із чотирьох треків під назвою «Очень страшная Молли 3 (Часть 1)». У грудні вийшов відеокліп на пісню «Ctrl+Zzz», який був видалений з YouTube. Кліп знову продюсувала Люба Чиркова. 2019 року вийшов відеокліп на пісню «ЛОЛ». Максим Балтер та Микита Квасніков стали продюсерами кліпу.
20 грудня 2019 року «Пошлая Молли» випустила свій перший сингл «Мишка» за участю Катерини Кіщук. На сингл вийшла екранізація у вигляді кліпу, в якому Кирило і Катерина пародують зірок 2000-х. У січні 2020 року гурт «Пошлая Молли» знявся в «MTV Музикант Року», співаючи кілька своїх пісень. Кирило Тимошенко казав що реліз альбому неодноразово відкладався через алкогольну залежність. 18 лютого 2020 року вийшов мініальбом Paycheck, який складався з шести треків. До нього увійшов сингл «Мишка». 15 травня вийшов відеокліп на пісню «Ты разбила папину машину» за участю HOFMANNITA, кліп продюсувала Люба Чиркова. Через пандемію коронавірусу запланований концертний тур на підтримку нового альбому було перенесено на осінь 2020 року.
5 жовтня 2020 року соліст гурту відвідав російське шоу «Вечірній Ургант» у Москві. Наприкінці 2020 року гурт виступив на онлайн-концерті МТС Live.

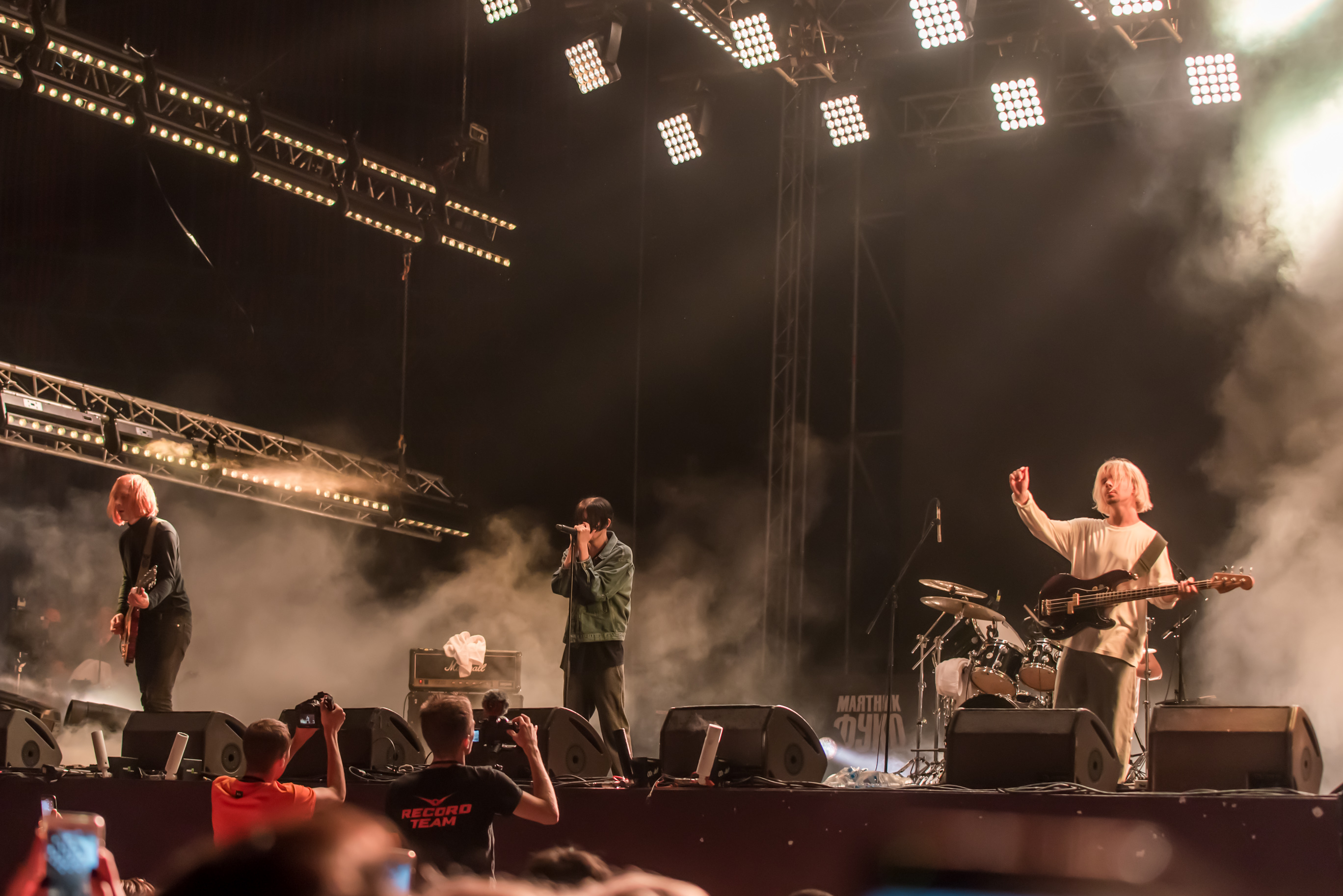
Виступ на фестивалі «Маятник Фуко», Санкт-Петербург, Росія, 7 вересня 2019

2021 року вийшли треки «Контракт», «Из ладони в ладонь» (з Yanix), «Дом Периньон» та «Chupa Chups» (з Елджеєм).
2022 року вийшли «Школьник» (з Молодим Платоном), трек із VACÍO «Don't play bae», «Habibati» (з Hofmannita).
У березні 2022 року гурт планував провести в Європі та Стамбулі тур із російськими музикантами та пожертвувати гроші українцям. Зібрані з концертів з іншими виконавцями 50 тис. євро було направлено біженцям з України.
У листопаді 2023 Кирило Тимошенко в Польщі виклав відео, де висловив невдоволення з приводу польської мови, та запропонував полякам перейти на «нормальну» мову — російську. Також він порадив Польщі знову стати частиною Російської імперії. Після обурення підписників він заявив, що відео начебто було пародією. В результаті 7 листопада компанія-організатор «Winiary Bookings» скасувала всі концерти гурту у Польщі через антипольські висловлювання вокаліста. Після цього солісту гурту Тимошенку заборонили в'їзд до ЄС на 10 років.
30 серпня 2024 року вийшов перший за 2 роки сингл «Адская колыбельная». 11 жовтня 2024 року вийшой мініальбом із шести треків «RATT#WHORE». До нього увійшов сингл «Адская колыбельная».
15 серпня 2025 року вийшов позаальбомний сингл під назвою "НОЛЬ МУЖСКОГО", у фіті з "СМН", "Молодой Платон" и "Дмитрий Уткин".

## Склад

### Чинний
- Кирило «Блідий» Тимошенко  — вокал, музика, тексти, гітара (раніше)
- Дмитро Гончаренко  — бас-гітара
- Костянтин Пижов  — гітара
- Павло Холодянський  — ударні

### Колишні учасники
- Андрій Густей — гітара (2017—2018)
- Євген Мільковський — гітара (2017)
- Артем Мікаелян — клавішні (2016)
- Павло Валович — ударні (2016—2017)

## Дискографія

### Альбоми
- 2017 — «8 способов как бросить дрочить»

### Мініальбоми
- 2018 — «Грустная девчонка с глазами как у собаки»
- 2018 — «Очень страшная Молли 3 (Часть 1)»
- 2020 — «Paycheck»
- 2024 — «RATT#WHORE»

### Відеокліпи
- 2017 — «Любимая песня твоей сестры»
- 2018 — «Типичная вечеринка с бассейном»
- 2018 — «Все хотят меня поцеловать»
- 2018 — «Ctrl+Zzz»
- 2019 — «ЛОЛ»
- 2019 — «Мишка» (feat. KATERINA)
- 2020 — «Ты разбила папину машину»
- 2021 — «Контракт»
- 2021 ― «Дом Периньон» (feat. Елджей)
- 2022 ― «#HABIBATI» (feat. Hoffmanita)